# Andelfingen ZH
| ZH ist das Kürzel für den Kanton Zürich in der Schweiz. Es wird verwendet, um Verwechslungen mit anderen Einträgen des Namens Andelfingen zu vermeiden. |

Andelfingen (bis 1970 offiziell Grossandelfingen) ist eine politische Gemeinde und der Hauptort des gleichnamigen Bezirks, auch Weinland genannt, des Kantons Zürich in der Schweiz. Ihr Mundartname ist Andelfinge, älter: Andlefinge. Die politischen Gemeinden Adlikon, Andelfingen und Humlikon haben sich auf den 1. Januar 2023 zur neuen Gemeinde Andelfingen zusammengeschlossen, wodurch Andelfingen die neue BFS-Nummer 0291 erhielt.

## Wappen und Fahne
Siehe auch: Fahne und Wappen des Kantons Thurgau, Zürcher Gemeindewappen und Gemeindefahne
Blasonierung:
In Rot ein goldener Schrägbalken, begleitet von zwei schreitenden goldenen Löwen, der untere überhöht von einem goldenen Stern
Die Landvogtei Andelfingen führte das Wappen und Fahne der Grafschaft Kyburg nach dem Aussterben der Grafen von Kyburg 1264. Der Stern als Unterscheidungsmerkmal ist im Murerplan von 1576 im oberen Feld dargestellt, der Stern im unteren Feld erscheint auf der Ämterscheibe von Hans Jakob Nüscheler d. Ä. von 1616.
Das Wappen und der Fahne wurde ab 1831 von Andelfingen und Kleinandelfingen geführt. Mitte 1927 wurde das offizielle Wappen und Fahne festgelegt.

## Geographie
Andelfingen liegt südlich der Thur zwischen Schaffhausen und Winterthur im Zentrum des Zürcher Weinlandes.

Andelfingen, historisches Luftbild von 1919, aufgenommen von Walter Mittelholzer

## Bevölkerung
| Jahr      | 1634 | 1850 | 1900 | 1950 | 2000 | 2005 | 2010 | 2015 | 2020 | 2022 | 2023 |
| --------- | ---- | ---- | ---- | ---- | ---- | ---- | ---- | ---- | ---- | ---- | ---- |
| Einwohner | 413  | 730  | 855  | 931  | 2666 | 2690 | 2893 | 3334 | 3400 | 3428 | 3570 |

## Politik
Gemeindepräsident ist seit Mai 2014 Hansruedi Jucker (parteilos, Stand 2023).
Bei der Nationalratswahl 2019 erreichten die Parteien folgende Wähleranteile: SVP 31,22 %, FDP 15,42 %, glp 14,87 %, Grüne 11,91 %, SP 10,60 %, EVP 5,68 %, BDP 3,99 %, CVP 2,74 %, EDU 2,34 % und andere (8) 1,24 %.
Die Wähleranteile bei der Nationalratswahl 2023: SVP 36,78 % (−2,05 %), FDP 12,65 % (−1,61 %), glp 11,23 % (−1,22 %), SP 10,99 % (+1,88 %), Die Mitte 8,77 % (+2,61 %), Grüne 7,32 % (−2,49 %), EVP 5,68 % (+0,03 %), EDU 3,17 % (+0,51 %), andere (12) 3,42 %.

## Verkehr

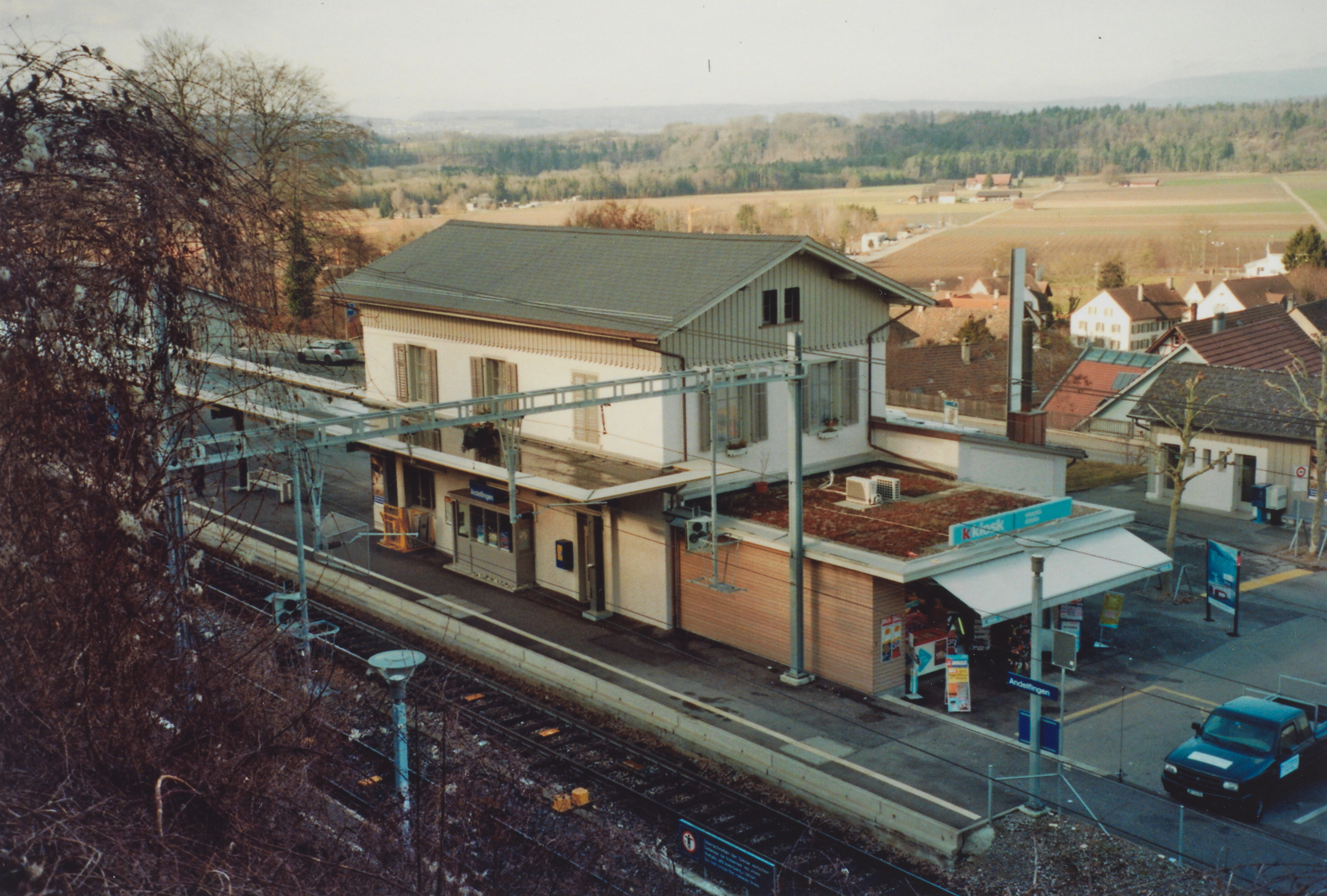
Stationsgebäude Andelfingen (2008)

Die S-Bahn Zürich führt mit drei Linien durch Andelfingen und ermöglicht so einen versetzten Viertelstundentakt untertags:
- S 12 Brugg – Altstetten – Zürich HB – Stettbach – Winterthur – Schaffhausen/Wil
- S 24 Thayngen – Schaffhausen/Weinfelden – Winterthur – Zürich Flughafen – Zürich HB – Thalwil – Horgen Oberdorf – Zug
- S 33 Winterthur – Schaffhausen

Der Bahnhof Andelfingen ist zentral gelegen. Es verkehren zudem Regionalbusse ab Andelfingen nach Oberstammheim (Linie 605), Seuzach (Linie 612) und nach Flaach Post (Linie 677). Am Wochenende fahren Nachtbusse (Linie N63 nach Rheinau via Trüllikon sowie Linie N69 nach Oberstammheim via Ossingen) und Nachtzüge (SN3 Winterthur – Schaffhausen – Stein a. Rhein ) an alle wichtigen Orte in der Umgebung, z. B. Winterthur, Schaffhausen und Zürich.
Andelfingen ist durch die Autostrasse A4 für den Autoverkehr erschlossen. Rund um Andelfingen gibt es zahlreiche Rad- und Wanderwege.
Dem Wassersportler steht die Thur für Schlauchbootfahrten offen. Ein beliebter Wasserungsort liegt wenige Meter unterhalb des Freibads.

## Geschichte

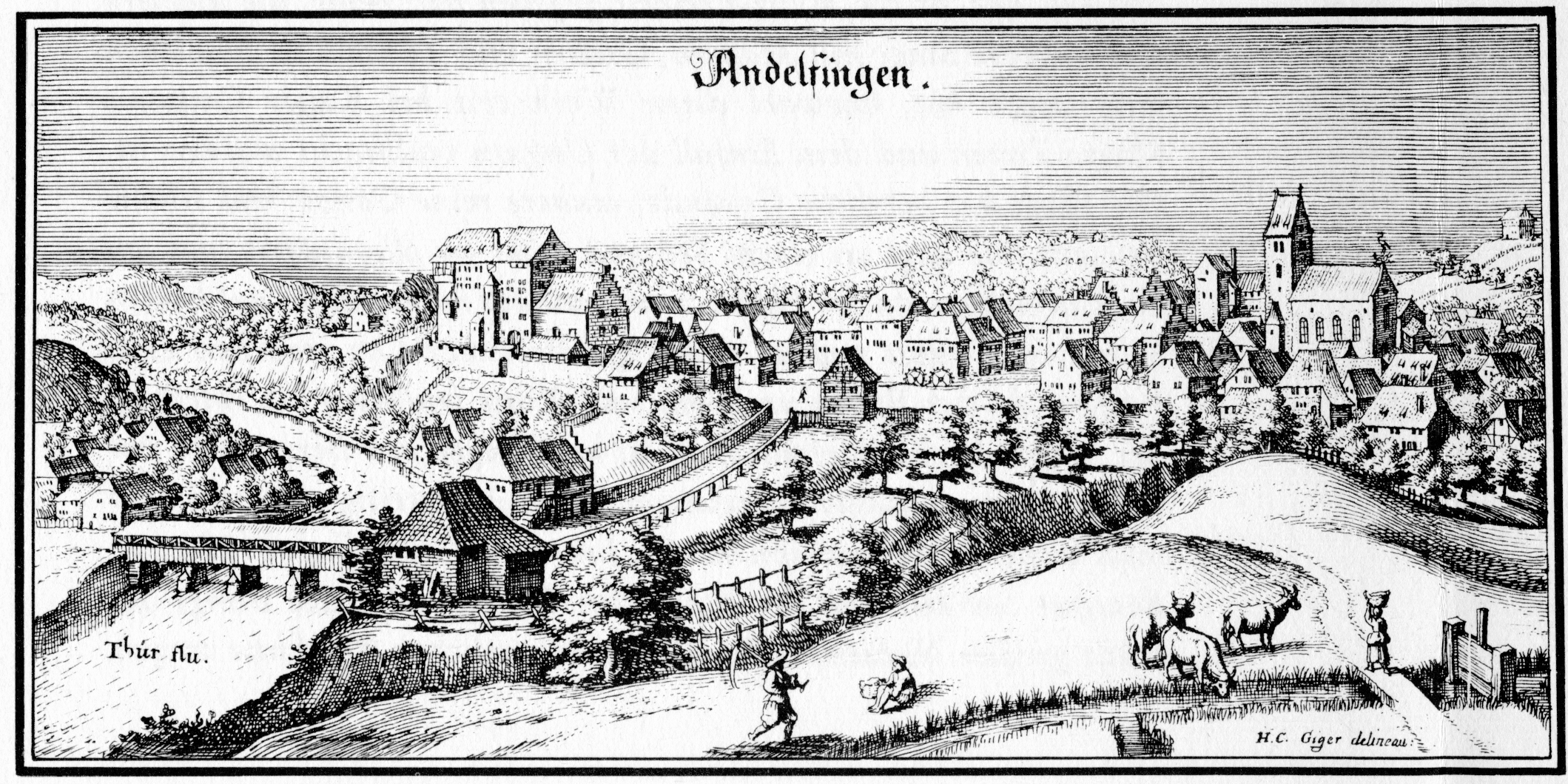
Schloss und Marktflecken Andelfingen auf einem Stich von Matthäus Merian, 1642

Bei den ältesten Funden in Andelfingen handelt es sich um neolithische Steinbeile. Bronzezeitliche Keramik wurde Auf Bollen entdeckt, wo auch eine Siedlung aus dem 12. Jahrhundert v. Chr. lokalisiert werden konnte.
Bereits 1844 wurden mehrere Skelette aus einer Kiesgrube gehoben. Wahrscheinlich sind sie der Hallstattzeit zuzuordnen. Zwei Gräber aus der Latènezeit mit reicher Ausstattung erregten 1911 Aufsehen, weil bei den weiteren Untersuchungen ein ganzes Gräberfeld mit insgesamt 29 Bestattungen entdeckt wurde. Die Grabanlage wurde dem 4.–3. Jahrhundert v. Chr. zugeordnet.
Die 1999 auf Bollen mit den ausgegrabenen Grubenhäusern entdeckten Keramikfunde konnten als scheibengedrehte Stücke identifiziert werden, und feintonige Fragmente waren identisch mit Grabbeigaben um 600 in der Nordostschweiz und nördlich von Hochrhein und Bodensee, vor allem im Hegau.
Mauerreste unter der heutigen Kirche lassen den Schluss zu, dass dort im 8. Jahrhundert eine Siedlung lag. Im Spätmittelalter war die Andelfinger Kirche von regionaler Bedeutung und betreute mehrere Aussenstellen.
Das Schloss Andelfingen gehörte den Söhnen des Kaisers Albrecht, die es 1377 den Herren von Landenberg verpfändeten. 1434 verkauften die Hohen-Landenberger Andelfingen an Zürich.
Als Standort einer Thurbrücke, die 1324 erweitert wurde, war Andelfingen als Zoll- und Handelsplatz ein regionales Zentrum. 1799 wurde die Brücke im Krieg zerstört. 1814 wurde durch Hans Konrad Stadler eine neue Holzbrücke gebaut.
Andelfingen gehörte zu den wenigen Übersetzstellen am natürlichen Hindernis der Thur. Während des Zweiten Weltkriegs wurde die Sperrstelle Andelfingen gebaut, um das natürliche Hindernis zu verstärken.

## Sehenswürdigkeiten
Der öffentlich zugängliche Park des Schlosses, das bis 1999 als Altersheim diente und heute Wohn- und Bürogebäude ist, ist ein schönes Beispiel für die Gartenarchitektur des 19. Jahrhunderts.

## Fotos

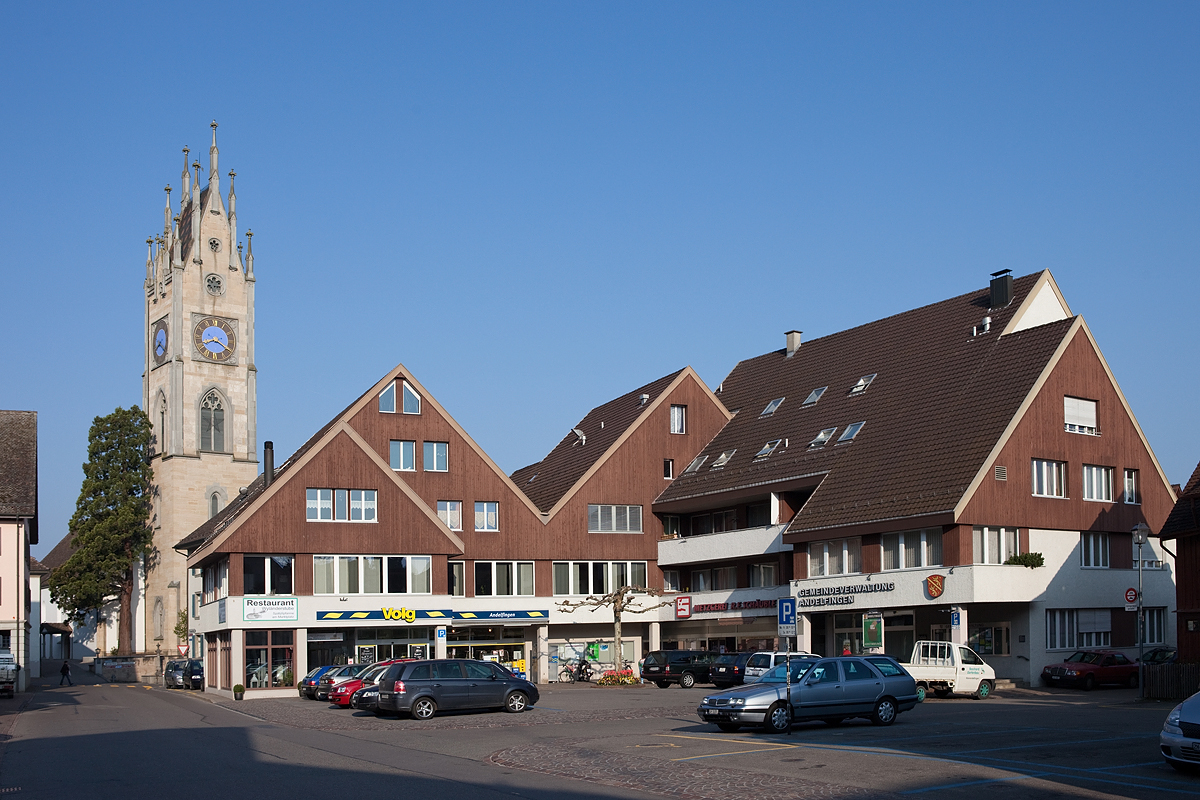
Dorfplatz
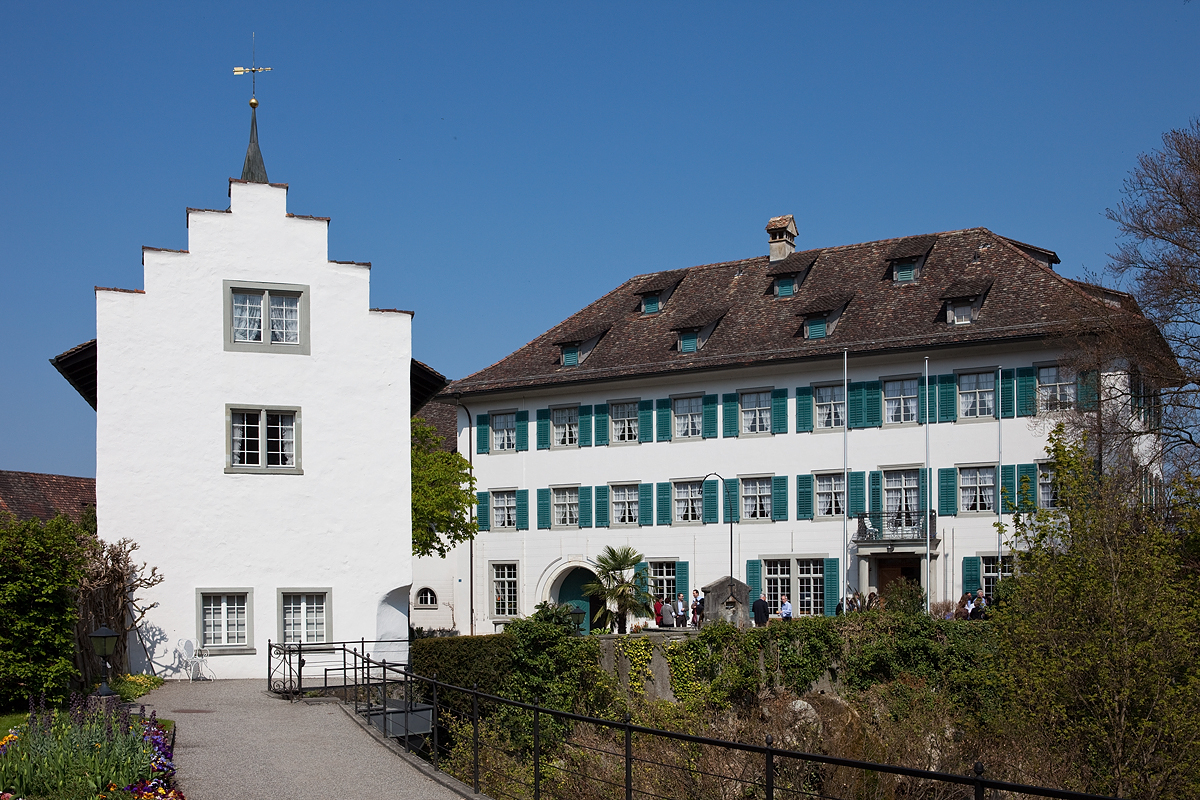
Pförtnerhaus, Schloss
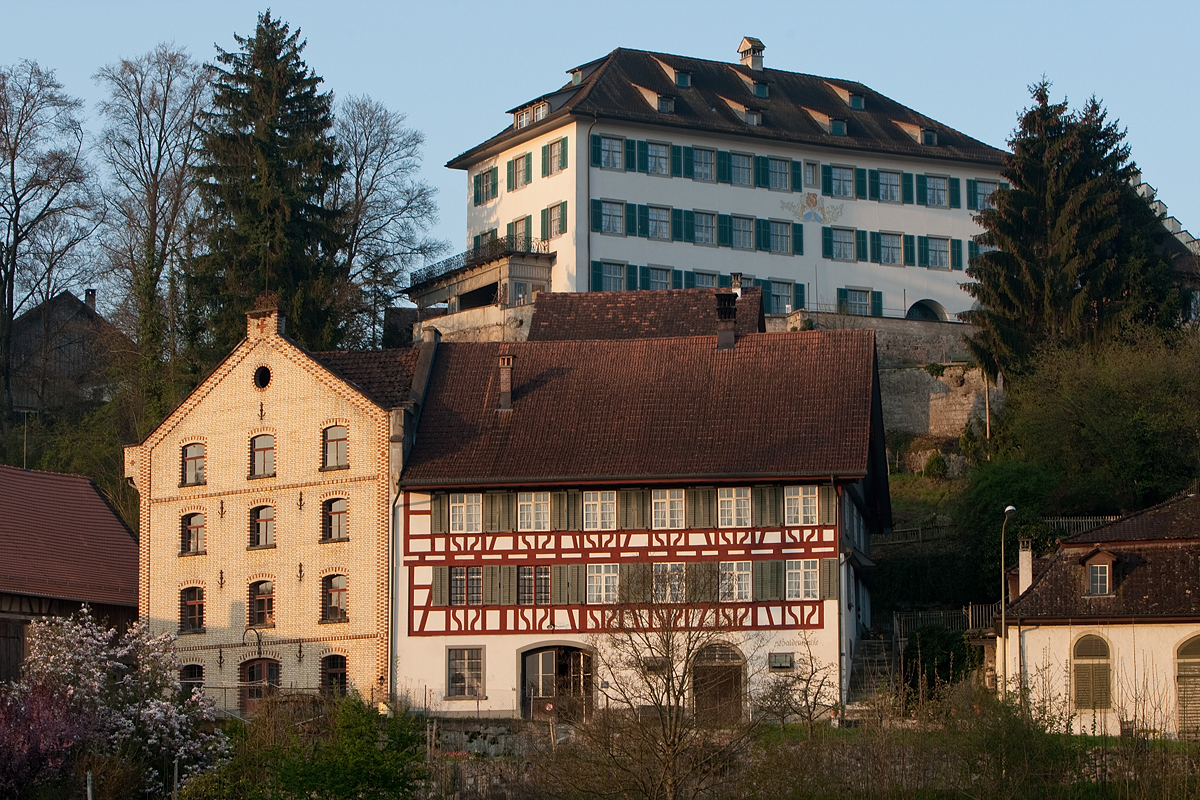
Haldenmühle, Schloss
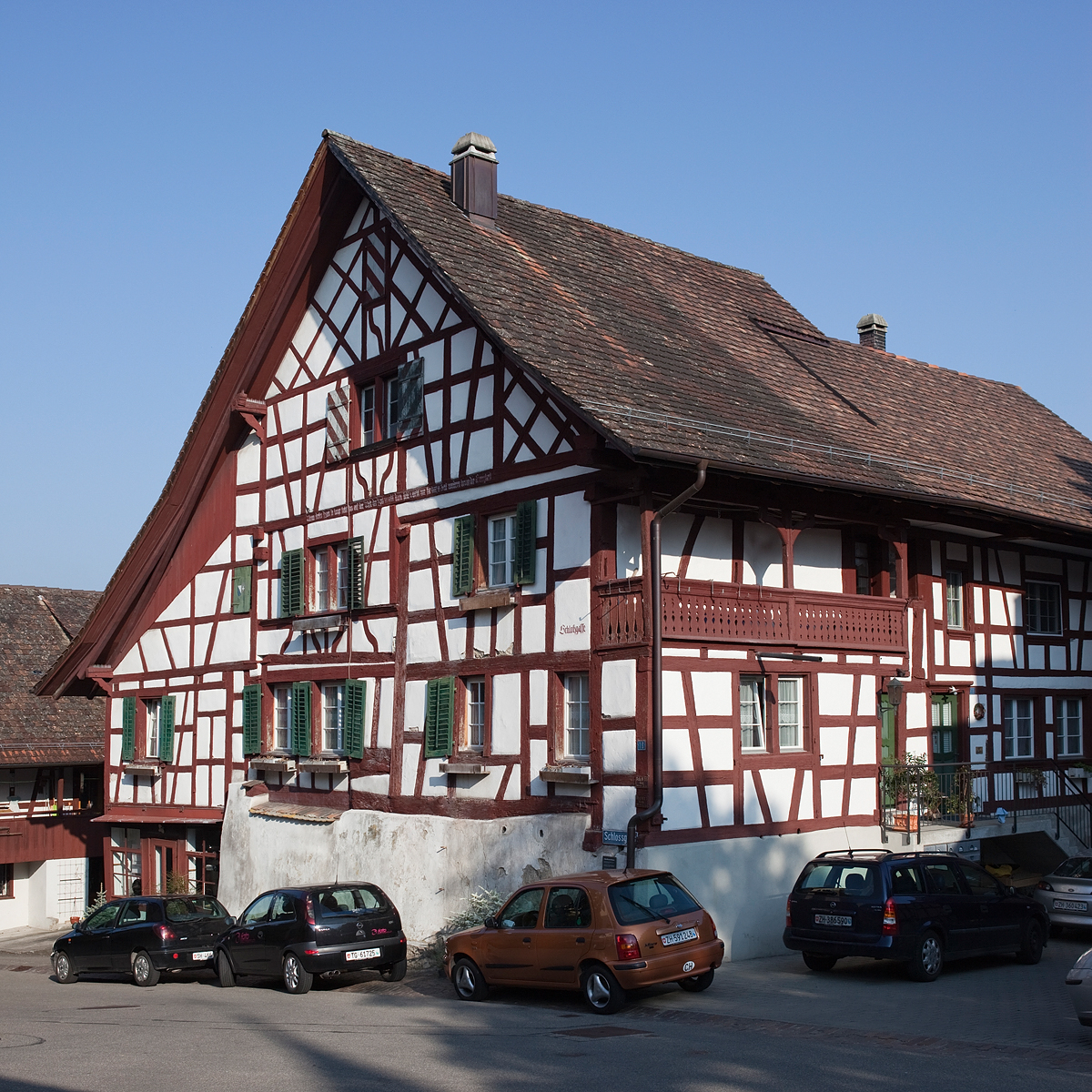
Schlossgasse
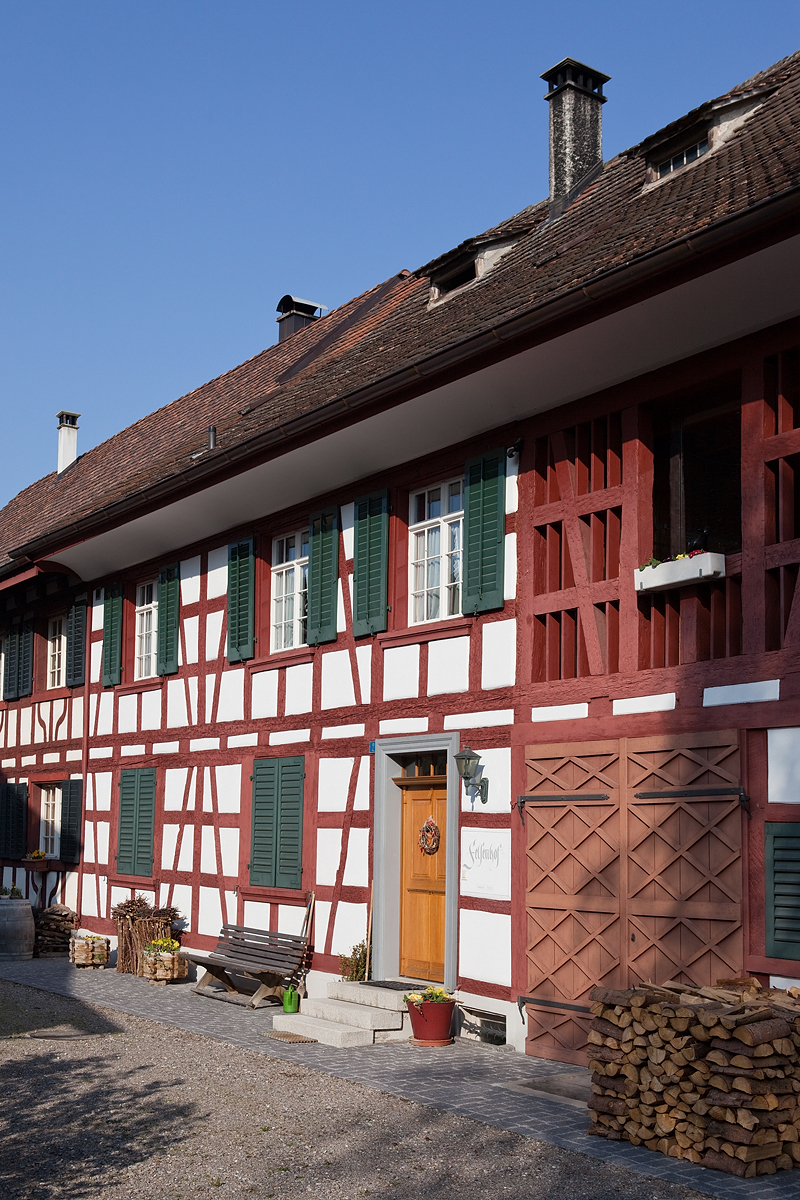
Felsenhof
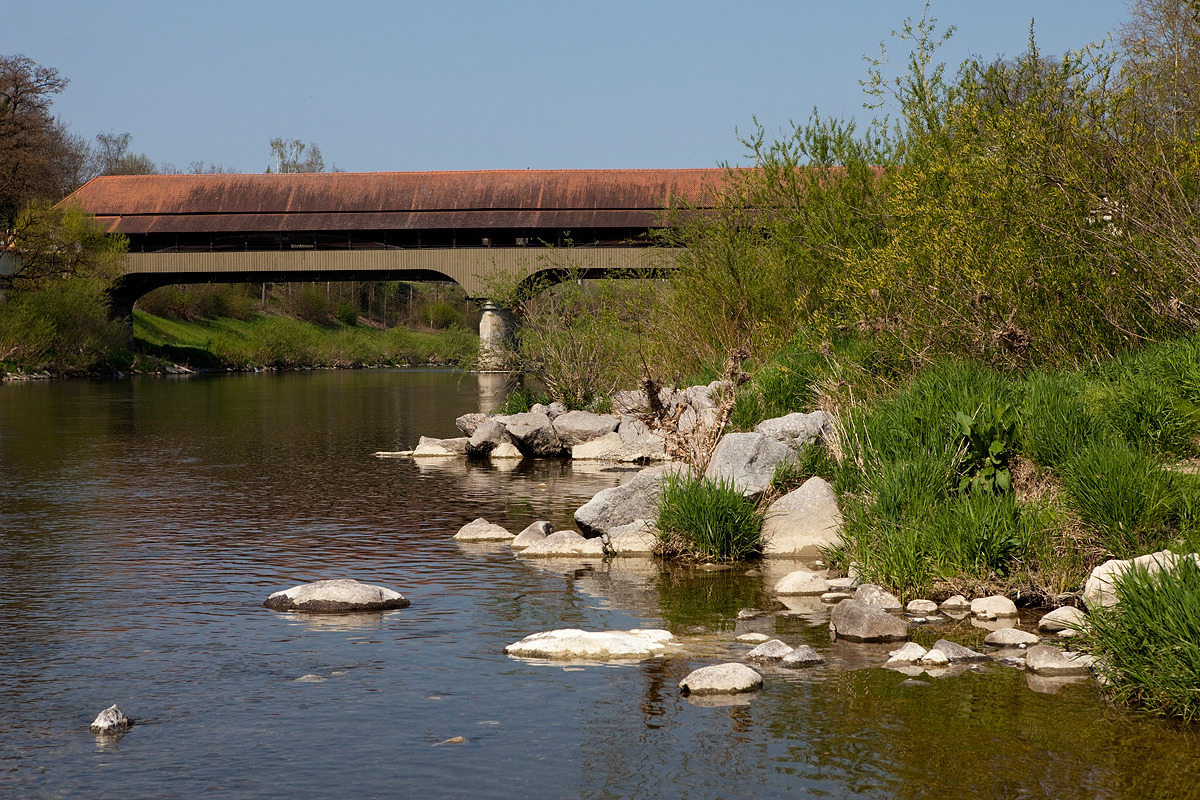
Thurbrücke

## Persönlichkeiten
- Konrad Grob (1828–1904), Lithograf und Maler, in Niederwil geboren
- Carl Arbenz (1831–1909), Ingenieur und Glastechniker, in Andelfingen geboren
- Johannes Moser (1839–1900), Politiker, in Andelfingen geboren
- Johannes Sigg (1874–1939), Journalist, Fabrikinspektor und sozialdemokratischer Politiker
- Hans Jakob Arbenz (1883–1934), Vater von Jacobo Árbenz Guzmán, lebte in Andelfingen[15]
- Severin Moser (* 1962), Manager, Verbandsfunktionär und früherer Leichtathlet, wohnt in Andelfingen
- Alexander Segert (* 1963), deutsch-schweizerischer PR-Fachmann und Lokalpolitiker (SVP)
- Pajtim Kasami (* 1992), Fussballspieler, in Andelfingen aufgewachsen
- Angelica Moser (* 1997), Stabhochspringerin, in Andelfingen aufgewachsen